# Wojskowa Komenda Uzupełnień w Giżycku

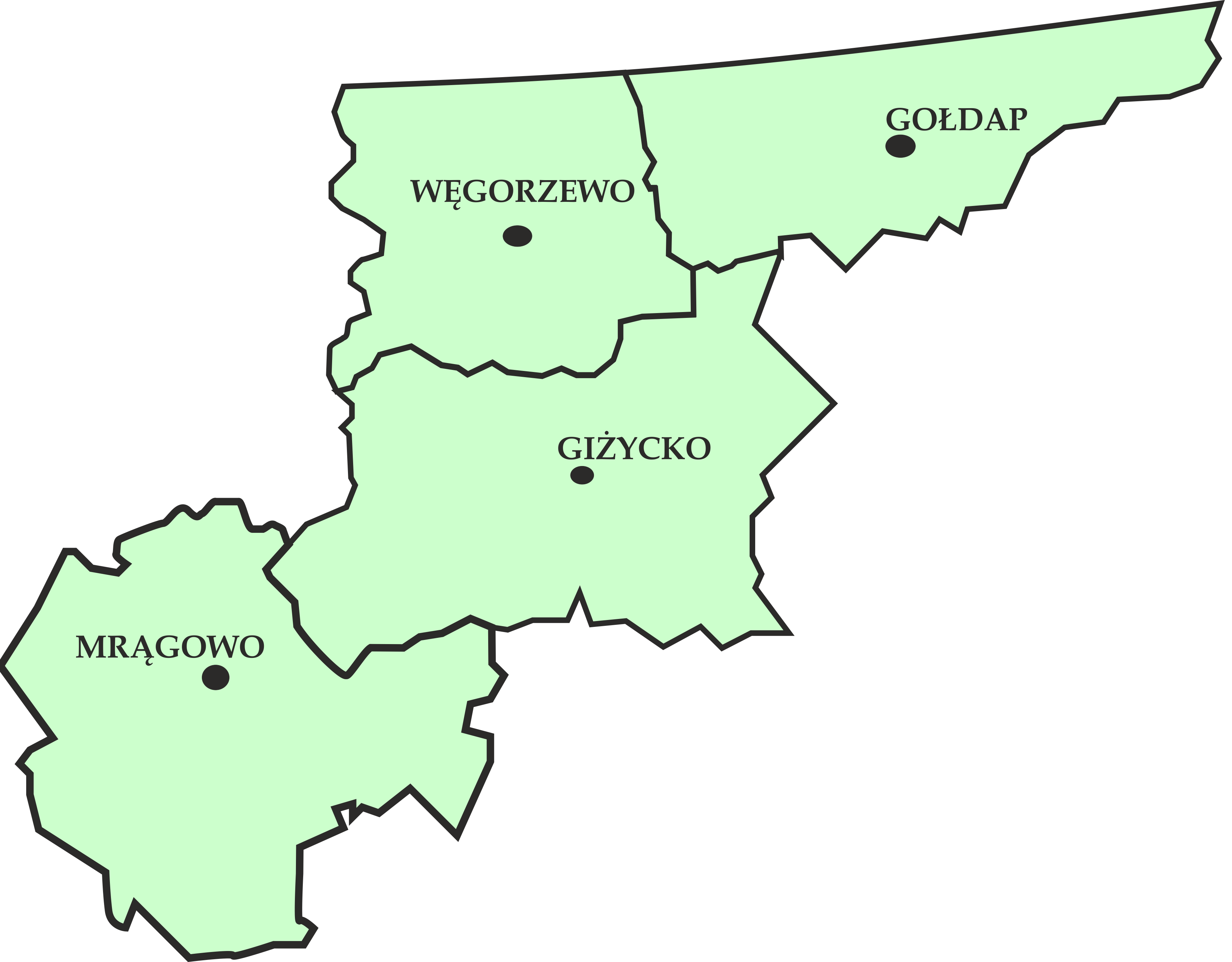
Obszar działania WKU Giżycko

Wojskowa Komenda Uzupełnień w Giżycku – terenowy organ wykonawczy Ministra Obrony Narodowej w sprawach administracji wojskowej.  Wojskowa Komenda Uzupełnień w Giżycku  bezpośrednio podlega Wojewódzkiemu Sztabowi Wojskowemu w Olsztynie.

## Formowanie i zmiany organizacyjne
Początki administracji wojskowej na Warmii i Mazurach sięgają 1945 roku. Podstawą jej tworzenia był Rozkaz Szefa Sztabu Generalnego WP z dnia 21 sierpnia 1945 roku, kiedy to, na obszarze dawnych Prus Wschodnich, zostało sformowanych siedem Rejonowych Komend Uzupełnień w takich miastach jak: Kętrzyn, Lidzbark Warmiński, Morąg, Olecko, Olsztyn, Ostróda i Pisz. W roku 1989 Rozporządzeniem Ministra Obrony Narodowej przeniesiono Wojskową Komendę Uzupełnień z Olecka do Giżycka, zmieniając jednocześnie jej nazwę i zasięg terytorialny. 1 stycznia 1999 roku dokonano zasadniczej zmiany ustrojowej państwa. Giżycko umieszczono w granicach województwa warmińsko–mazurskiego. Wprowadzenie reformy administracyjnej kraju przyniosło kolejne zmiany w strukturze administracji wojskowej. Na mocy rozporządzenia Ministra Obrony Narodowej utworzono 16 wojewódzkich sztabów wojskowych, ustalono ich siedziby i terytorialny zasięg działania. W konsekwencji WKU w Giżycku została podporządkowana Wojewódzkiemu Sztabowi Wojskowemu w Olsztynie. Terytorialny zasięg działania WKU objął powiaty: giżycki i mrągowski. Kolejnym Rozporządzeniem Ministra Obrony Narodowej z dnia 22 listopada 2001 r. zmieniono terytorialny zasięg działania wojewódzkich sztabów wojskowych i wojskowych komend uzupełnień. 1 stycznia 2002 r. obszar administrowany został poszerzony o powiaty: gołdapski i węgorzewski.

Insygnia
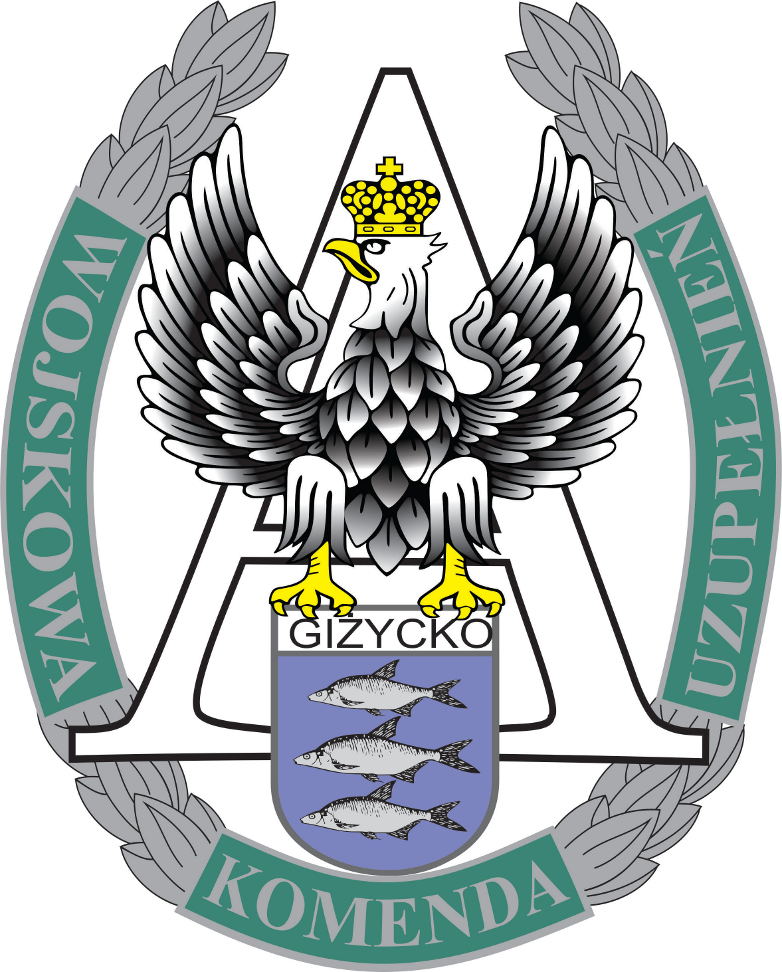
Logo.
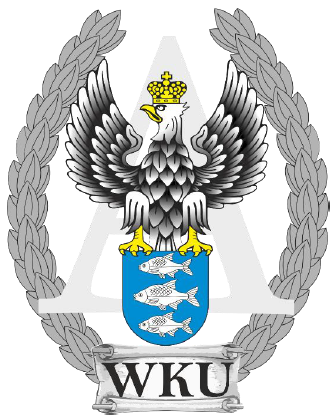
Odznaka pamiątkowa (wzór 2021)
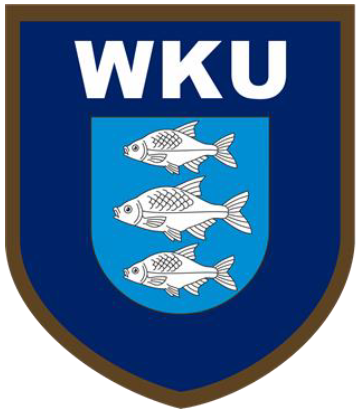
Oznaka rozpoznawcza na mundur wyjściowy (wzór 2021)
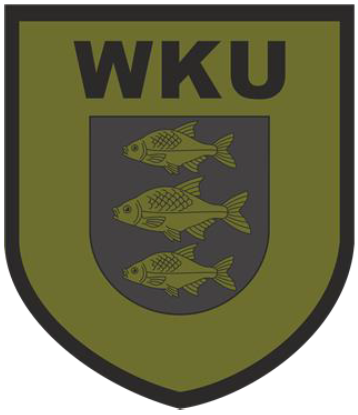
Oznaka rozpoznawcza na mundur polowy (wzór 2021)

## Obszar działania
Swoim zasięgiem działania obejmuje obszar czterech powiatów północno–wschodniej części województwa  warmińsko–mazurskiego tj. powiatu: giżyckiego, gołdapskiego, mrągowskiego i  węgorzewskiego.  Łącznie obszar o powierzchni 365 010 ha, zamieszkały przez około 157 tys. ludności. Administracyjnie obejmuje:
1. Powiat giżycki z siedzibą władz w Giżycku, obejmujący:  miasto Giżycko, gminę miejska Ryn oraz   gminy wiejskie : Kruklanki, Miłki, Wydminy;
2. Powiat gołdapski z siedzibą władz w Gołdapi, obejmujący gminy: gminę miejska Gołdap oraz gminy wiejskie : Banie Mazurskie, Dubeninki
3. Powiat mrągowski z siedzibą władz w Mrągowie,  obejmujący: miasto Mrągowo, gminę miejska  Mikołajki oraz gmina wiejska: Piecki, Sorkwity;
4. Powiat węgorzewski z siedzibą władz w Węgorzewie,  obejmujący gminę miejska Węgorzewo oraz gminy wiejskie Budry, Pozezdrze;

## Główne zadania
Zadaniem priorytetowym realizowanym przez WKU jest nabór ochotników do służby w Narodowych Siłach Rezerwowych. Tworzą je żołnierze, którzy ochotniczo zawarli kontrakt na pełnienie służby wojskowej w rezerwie i pozostają w dyspozycji do wykonywania zadań w przypadku realnych zagrożeń militarnych i niemilitarnych, zarówno  w kraju, jak i poza granicami państwa. 
1. Zabezpieczenie pokojowego i mobilizacyjnego   uzupełnienia jednostek wojskowych i jednostek   przewidzianych do militaryzacji;
2. Administrowanie zasobami rezerw osobowych,  środkami transportowymi i maszynami;
3. Współdziałanie z administracją publiczną w zakresie  przeprowadzenia kwalifikacji wojskowej  i zabezpieczenia mobilizacyjnego rozwinięcia  jednostek wojskowych;
4. Współdziałanie z dowódcami uzupełnianych jednostek  wojskowych w zakresie uzupełniania żołnierzami   rezerwy oraz świadczeniami na rzecz obrony.

## Komendanci WKU Giżycko
- płk Sławomir May (1989–1997)
- ppłk Roman Chojecki (1997–2002 )
- mjr Lech Karbownik (cz.p.o.)
- ppłk Ryszard Pukas (2003–2007)
- mjr Marek Świętochowski (cz.p.o.)
- ppłk Adam Krystowczyk (2007–2011)
- mjr Marek Świętochowski (cz.p.o.)
- ppłk Tomasz Koprowski (2011–2019)
- mjr Stanisław Szczygło (cz.p.o.)
- ppłk Artur Tomaszewski (od 2020)